# Rompimento de barragem em Machadinho d'Oeste
O rompimento de barragem em Rondônia ocorreu em 29 de março de 2019. As barragens de rejeitos estavam inativas e localizavam-se em Oriente Novo, distrito do município brasileiro de Machadinho d'Oeste, a mais de 350 quilômetros de Porto Velho.

## Contexto
O rompimento ocorreu quatro dias após completar dois meses do rompimento da barragem no município de Brumadinho, Minas Gerais. O desastre tomou grandes proporções humanitárias e ambientais, tendo registrado mais de 200 mortos e mais de 100 desaparecidos. O mesmo foi considerado o segundo maior desastre industrial do século e o maior acidente de trabalho do Brasil.

## Desastre
As barragens estavam inativas e localizavam-se no município de Machadinho d'Oeste, Rondônia. Segundo a Metalmig, o rejeito era constituído de areia e argila, além disso, ressaltou que não existem riscos a saúde das pessoas, pois não há a presença de metais pesados no mesmo. A barragem era existente antes da mineradora chegar na região e, de acordo com a Secretaria de Estado do Desenvolvimento Ambiental de Rondônia (Sedam), a mesma está com as licenças ambientais em dia.
Dentre as causas que levaram a esse desastre ambiental estão as fortes chuvas que atingiram a região, além do desmatamento da Floresta Amazônica, que consequentemente causou erosão. Segundo Washington Soares, comandante da Polícia Ambiental, 50 famílias ficaram isoladas, mas não houve registro de vítimas. Todas essas estão sendo cadastradas. Sete pontes foram destruídas, duas delas estão localizadas na RO-257, que liga Ariquemes ao município.

## Reações
Em 30 de março de 2019, uma equipe de perícia da Polícia Civil, com o apoio do Instituto Brasileiro do Meio Ambiente e dos Recursos Naturais (Ibama), passou a sobrevoar a região. No mesmo dia, o Ministério Público de Rondônia instaurou um inquérito civil para identificar os danos ambientais e apurar também os responsáveis pelo rompimento.